# Приключенията на един Арлекин
„Приключенията на един Арлекин“ е български 4-сериен телевизионен игрален филм от 2007 година на режисьора Иван Ничев, по сценарий на Юрий Дачев и Иван Ничев. Оператор е Георги Николов. Музиката във филма е композирана от Стефан Димитров.

## Актьорски състав
- Тодор Колев – Крум Фелисиано, Арлекин (в 4 серии: от I до IV вкл.)
- Николай Николаев – Коцето (в 2 серии: I, IV)
- Георги Мамалев – Нестор (в 4 серии: от I до IV вкл.)
- Никола Анастасов – Стефан (в 1 серия: I)
- Огнян Голев – Румен (в 4 серии: от I до IV вкл.)
- Петър Добрев – конферансие (в 3 серии: I, II, IV)
- Илия Цоцин – конферансие (в 3 серии: I, II, IV)
- Димитър Константинов – „Лос Хемелос“ (в 2 серии: I, IV)
- Николай Константинов – „Лос Хемелос“ (в 2 серии: I, IV)
- Елена Кънева – Милка (в 3 серии: II, III, IV)
- Лидия Инджова – Деси (в 3 серии: II, III, IV)
- Александър Морфов – Боса (в 2 серии: II, III)
- Татяна Лолова – Мурджова (в 2 серии: II, IV)
- Светла Иванова – певицата Евелина (в 2 серии: III, IV)
- Еми Стамболова – певицата Жанина (в 1 серия: III)
- Мирослав Емилов – (в 2 серии : I, II)
- Даниел Рашев – (в 1 серия: I)
- Башар Рахал – просяк, съквартирант на Фелисиано (в 1 серия: I)
- Пламен Сираков – (в 2 серии: I, II)
- Йорданка Стефанова – (в 1 серия: I)
- Мирослав Николов – (в 1 серия: I)
- Кирил Костов – (в 3 серии: I, II, IV)
- Нина Петровска – (в 1 серия: I)
- Илиян Дрангажов – (в 1 серия: I)
- Мария Седлоева – (в 1 серия: I)
- Вера Иванова – (в 1 серия: I)
- Жарко Павлович – (в 1 серия: I)
- Христо Куновски – (в 1 серия: I)
- Кирил Станчев – (в 1 серия: I)
- Константин Семерджиев – (в 2 серии: I, II)
- Миро Христов – (в 2 серии: I, II)
- Биянка Илич – (в 1 серия: I)
- Димитър Иванов – (в 2 серии: I, II)
- Борислав Костов – (в 1 серия: I)
- Юрий Дачев – (в 1 серия: I)
- Мира Янева – (в 1 серия: I)
- Еми Мариянска – (в 1 серия: I)
- Емил Розов – (в 1 серия: I)
- Миладин Гергов – (в 1 серия: I)
- Руслан Хрисимов – (в 1 серия: I)
- Димитър Терзиев – (в 1 серия: I)
- Цветомир Кутелов – (в 1 серия: I)
- Йорданка Анастасова – (в 1 серия: I)
- Александър Дойнов – (в 2 серии: I, II)
- Емил Голаров – (в 1 серия: I)
- Георги Петров – (в 2 серии: I, II)
- Нина Чепишева – (в 1 серия: I)
- Борислав Петранов – (в 1 серия: I)
- Петър Петранов – (в 1 серия: I)
- Владимир Червенушев – (в 1 серия: I)
- Светлана Терзиева – Сесил – (в 1 серия: I)
- Александър Томов – (в 1 серия: II)
- Аделина Георгиева – (в 2 серии: II, III)
- Стефан Спасов – (в 2 серии: II, III)
- Николай Георгиев – (в 2 серии: II, III)
- София Бобчева – (в 2 серии: II, III)
- Десислава Малчева – (в 1 серия: II)
- Надя Атанасова – (в 1 серия: II)
- Калин Арсов – (в 2 серии: II, IV)
- Стоян Алексиев – приятел на Фелисиано от фонотеката на радиото (в 2 серии: II, IV)
- Деница Стефанова – (в 1 серия: II)
- Асен Начев – (в 1 серия: II)
- Мария Начева – (в 1 серия: II)
- Андрей Начев – (в 1 серия: II)
- Валентин Танев – (в 1 серия: II)
- Яна Атанасова – (в 1 серия: II)
- Илия Раев – (в 1 серия: II)
- Иван Хаджиянев – (в 1 серия: II)
- Корнелия Петкова – (в 1 серия: II)
- Китодар Тодоров – (в 1 серия: II)
- Мартин Илиев – (в 1 серия: II)
- Десислава Вълкова – (в 3 серии: II, III, IV)
- Надежда Велинова – (в 3  серии: II, III, IV)
- Деница Илиева – (в 1 серия: II)
- Анна Иванова – (в 3 серии: II, III, IV)
- Елена Хрисимова – (в 1 серия: II)
- Милена Антова –  (в 1 серия: II)
- Ася Колева – (в 3 серии: II, III, IV)
- Валентина Баева – (в 3 серии: II, III, IV)
- Людмила Сланева – (в 1 серия: III)
- Мариана Миланова – (в 2 серии: III, IV)
- Моника Бабикер – (в 1 серия: III)
- Елена Райнова – (в 2 серии: III, IV)
- Деян Донков – (в 1 серия: III)
- Нина Арнаудова – (в 1 серия: III)
- Борислав Захариев – (в 1 серия: III)
- Стефан Митков – (в 1 серия: III)
- Мирослав Михов – (в 1 серия: III)
- Деян Мачев – (в 1 серия: III)
- Христо Бонев – (в 1 серия: III)
- Панайот Панайотов – (в 1 серия: III)
- Любов Павлова – (в 1 серия: III)
- Азис – (в 1 серия: III)
- Лиана Панделиева – (в 1 серия: III)
- Ники Китаеца – (в 1 серия: III)
- Софи Маринова – (в 1 серия: III)
- Таня Боева – (в 1 серия: III)
- Устата – (в 1 серия: III)
- Лео – (в 1 серия: III)
- Нидялко – (в 1 серия: III)
- ПИФ – (в 1 серия: III)
- Димитър Ходжев – (в 1 серия: III)
- Свежен Младенов – (в 1 серия: III)
- Никол Сланева – (в 1 серия: III)
- Никол Динева – (в 1 серия: III)
- оркестър „Кошарите“ – (в 2 серии: III, IV)
- Дарин Ангелов – (в 1 серия: IV)
- Деян Ангелов – (в 1 серия: IV)
- Жорж де Бур – (в 1 серия: IV)
- Иван Несторов – (в 1 серия: IV)
- Васил Чушев – (в 1 серия: IV)
- Добрин Досев – (в 1 серия: IV)
- Васил Драганов – (в 1 серия: IV)
- Величка Георгиева – (в 1 серия: IV)
- Анна Петрова – (в 1 серия: IV)
- Дора Димитрова – (в 1 серия: IV)
- Славчо Пеев – (в 1 серия: IV)
- Николай Урумов – Костас (в 1 серия: IV)
- Иван Тенев – (в 1 серия: IV)
- Ани Манова – (в 1 серия: IV)
- Стефан Стефанов – (в 1 серия: IV)
- Дим Дуков – (в 1 серия: IV)
- Теменуга Первазова – (в 1 серия: IV)
- Тесджан Ахмедова – (в 1 серия: IV)
- Мартина Ангарова – (в 1 серия: IV)
- Нина Кирилова – (в 1 серия: IV)
- София Василева – (в 1 серия: IV)
- Николай Прангов – (в 1 серия: IV)